# 弗蕾亚号防护巡洋舰
弗蕾亚号是德意志帝国海军于十九世纪后期建造的五艘维多利亚·路易丝级防护巡洋舰的三号舰，以北欧神话人物弗蕾亚命名。它于1895年在但泽的帝国船厂开始架设龙骨、1897年4月下水，至1898年10月完工并投入舰队使用。舰只的主舰炮由两门210毫米40倍径和八门150毫米40倍径速射炮组成，最高速度为19节。
弗蕾亚号于职业生涯的头几年都跟随德国舰队服役，而不是如同其姊妹舰都被派驻海外基地。因此，它在舰队中过着平淡无奇的生涯。经过1905年至1907年的现代化改造后，弗蕾亚号开始担任海军学员的教练船。当第一次世界大战爆发时，它被动员至第五侦察集群，但只是短暂的担任过前线任务。弗蕾亚号于1915年后被用作宿营船，并最终于1921年出售拆解。

## 设计

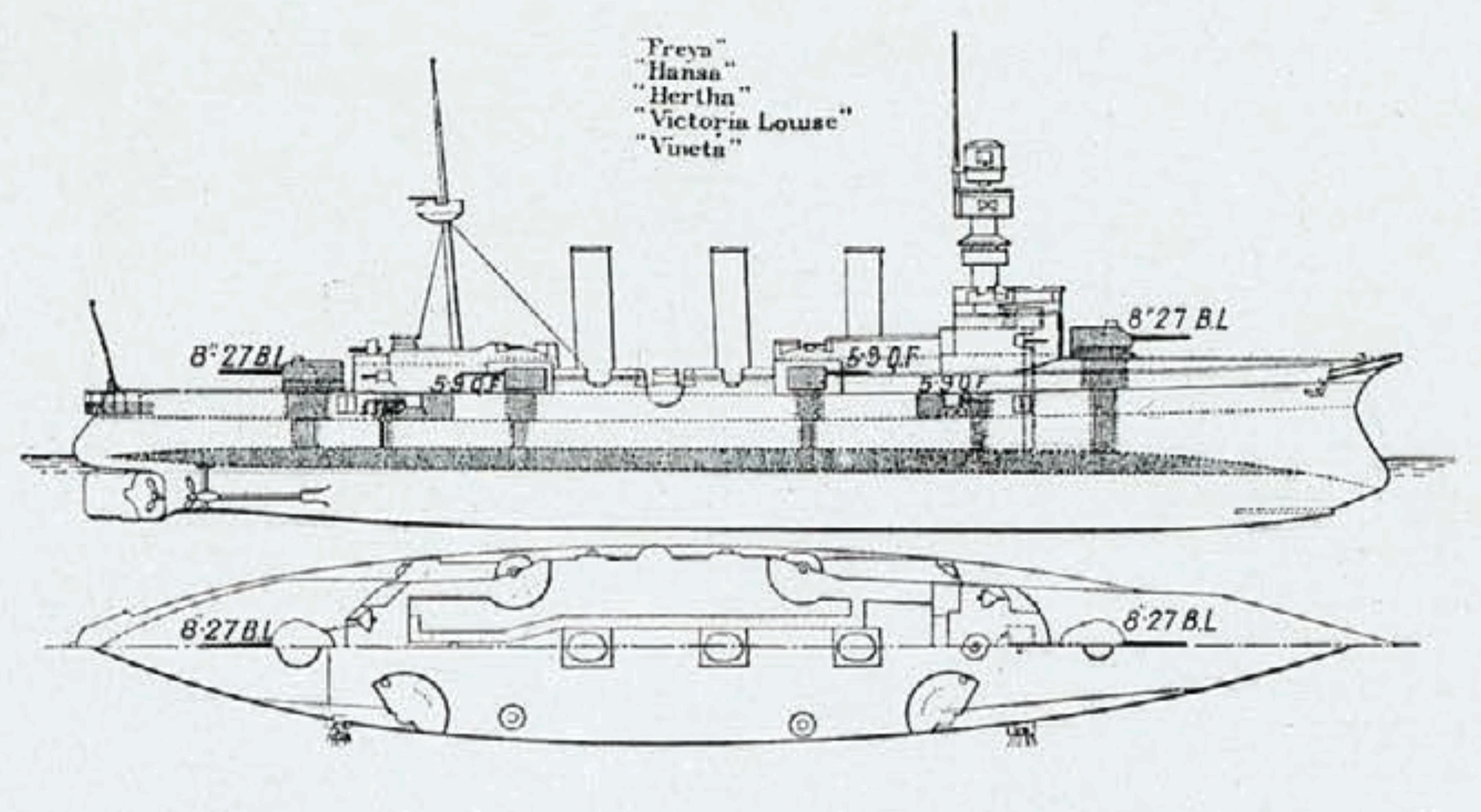
维多利亚·路易丝级舰只线条画

弗蕾亚号是为替代老旧的巡洋护卫舰、即第一代弗蕾亚号而以“弗蕾亚代舰（Ersatz Freya）”为代号进行订购，并于1895年在但泽的帝国船厂开始架设龙骨。它于1897年4月27日下水，成为同级的第三艘舰，继而展开舾装工作。在下水仪式上，普鲁士亲王海因里希发表了演讲，并由符腾堡王后夏洛特主持为舰只命名。至1898年10月20日，弗蕾亚号正式投入练习舰队使用。
弗蕾亚号的全长为110.6（362英尺10英寸），有17.4（57英尺1英寸）的舷宽和6.58（21英尺7英寸）的前吃水。在满载情况下，舰只的排水量可达6,491公噸（6,388長噸）。其推进系统由三套立式四缸三胀蒸汽机组成，通过十二台尼克劳斯锅炉提供动力。舰只的最高速度为19節（35每小時），并可以12節（22每小時）的速度续航3,412海里（6,319）。其标准船员编制为31名军官和446名水兵。
弗蕾亚号配备有两门安装在单座炮塔上的210毫米40倍径速射炮；其中舰艏、舰艉各一门。每门炮各共提供58发弹药，射程为16,300（17,800碼）。舰只还搭载有八门150毫米40倍径速射炮；其中四门安装在舰舯的炮塔上，另外四门则置于炮廓内。这些炮支的射程为13,700（15,000碼）。舰只的副炮则由十门88毫米30倍径速射炮组成，另有十挺机炮作为补充。它还标配搭载有三具450（17.7英寸）鱼雷管和八枚鱼雷；其中两具发射器安装在舷侧，第三具设于舰艏，均浸没在水线以下。1919年，同级的所有姊妹舰都被解除武装，仅弗蕾亚号除外。它获重新安装一门150毫米炮、四门105毫米45倍径速射炮以及十四门30或35倍径的88毫米炮，以用作炮术教练船。

## 服役历史
在舰只完工后进行检测时，其使用的锅炉被发现存在缺陷，必须由供应商——柏林日耳曼尼亚机械工程公司（Maschinenbau-AG „Germania“）进行回收。后者反过来又向法国制造商尼克劳斯（Niclausse）追索赔偿，尼克劳斯同意进行有限度的免费更换。然而不久后，事实证明是日耳曼尼亚公司在安装不同的锅炉配件时犯了严重错误。弗蕾亚号锅炉的困难，突显了德意志帝国海军使用各种类型锅炉的弊端，并最终促使国家海军办公室主导开发出一套基于英国桑尼克罗夫特公司的标准化锅炉，统称为“船用锅炉（Marinekessel）”。由于锅炉设备的问题，弗蕾亚号直至1900年10月20日，才成为同级中最后投入海上试航的舰只。为此，该巡洋舰顶替铁甲舰萨克森号被正式分配至练习舰队的第一分舰队，但仅偶尔参加分舰队演习。1901年3月，该舰在系泊设施断裂的情况下，于基尔日耳曼尼亚船厂附近与一艘在建的土耳其铁甲舰发生轻微碰撞。试航于1901年6月8日在威廉港结束，随后舰只进行了退役处理。
1902年5月3日，弗蕾亚号重新投入使用并分配至去年12月成立的火炮试验指挥部。其任务是推进火炮技术的发展，并使用巡洋舰作为试验船。舰只于1902年9月1日加入第一分舰队的巡洋舰支队。该支队由担当旗舰的大巡洋舰海因里希亲王号、维多利亚·路易丝号，以及小巡洋舰赫拉号、阿玛宗号和尼俄伯号所共同组成。它们参加了1902年8－9月举行的夏季舰队演习。1905年，弗蕾亚号驶入威廉港帝国船厂的旱坞进行现代化改造。在改造期间，其锅炉进行了重装；而原本采用的三炉身设计也在改造过程中被替换为双烟囱样式。改造于1907年完成，之后弗蕾亚号被用作海军学员的教练船。
1907年，君特·吕特晏斯曾作为军校学员登舰服役；在后来的第二次世界大战期间，他将担任由俾斯麦号和欧根亲王号组成的特遣部队的指挥官。1908年8月，弗蕾亚号代表德国参加在加拿大哈利法克斯举行的庆祝活动，以纪念加拿大國會成立150周年。在8月9日午夜时分驶入港口时，它在浓雾中不慎撞上了一艘双桅纵帆船。事故共造成9名船员遇难。
弗蕾亚号在第一次世界大战期间的运用十分有限。当敌对行动爆发时，它被临时动员至第五侦察集群，任务是在波罗的海训练海军学员。然而至1914年底，舰只便被撤出现役。然后，它开始作为一艘岸防舰使用。1915年之后，它再度撤离前线值勤，并至弗伦斯堡担任教练船。它一直以此身份服役至战争结束。贝尔哈德·罗格曾于1915年以海军学员的身份在船上服役，他将于第二次世界大战期间担任辅助巡洋舰亚特兰蒂斯号的指挥官。老旧的通报舰蟋蟀号自1915年7月开始成为弗蕾亚号的附属舰。舰只于1920年1月25日正式从海军名录中除籍，并短暂用作汉堡警察的宿营船。它最终于1921年在哈尔堡拆解报废。